# 나가토리역
나가토리역(일본어: 長鳥駅)은 일본 니가타현 가시와자키시에 있는, 동일본 여객철도의 철도역이다. 신에쓰 본선이 지나간다.

## 역 구조
둑 위에 섬식 승강장 1면 2선 구조의 지상역이다. 역사와 승강장은 지하통로로 연결되고 있다. 승강장 폭이 아주 좁기 때문에, 열차가 통과할 때에는 충분한 주의가 필요하다. 나가오카역 관리의 무인역. 역사는 대합실의 기능만, 공중전화, 화장실의 기능만 설치되어있다. 자동발권기 등은 설치되어 있지 않는다.

### 승강장
| (남쪽 승강장) | ■ 신에쓰 본선 (상행) | 가시와자키 · 나오에쓰 방면 |
| (북쪽 승강장) | ■ 신에쓰 본선 (하행) | 나가오카 · 니가타 방면     |

## 역사
- 1943년 9월 1일 : 일본국유철도의 나가토리 신호장으로서 개장.
- 1953년 12월 15일 : 역으로 승격. 나가토리역으로 개업.
- 1987년 4월 1일 - 민영화에 따라 동일본 여객철도의 소속이 되었다.

## 인접역
| 동일본 여객철도 신에쓰 본선 | 동일본 여객철도 신에쓰 본선 | 동일본 여객철도 신에쓰 본선 |
| --------------------------- | --------------------------- | --------------------------- |
| 에치고히로타 나오에쓰 방면  | ■ 보통                      | 쓰카야마 니가타 방면        |